# Messidor (Bruneau)
Messidor és una òpera en quatre actes composta per Alfred Bruneau sobre un llibret francès d'Émile Zola. S'estrenà a París el 19 de febrer de 1897. Actuà en el rol de baríton el cantant belga Jean Noté.
L'òpera rep el nom del desè mes del calendari republicà francès. Tot i que inicialment va tenir èxit, la popularitat de Messidor es va veure afectada pel cas Dreyfus, que s'estava produint en el moment de l'estrena de l'òpera. A causa del fet que tant Bruneau com el seu bon amic Zola van ser partidaris actius d'Alfred Dreyfus, durant el seu judici per traïció a la pàtria, el públic francès no va veure amb bons ulls la música del compositor durant diversos anys. Les col·laboracions entre Bruneau i Zola, entre les quals Messidor és la més notable, es van considerar un intent d'una alternativa francesa al moviment verista italià.